# Biennale monégasque de cancérologie
La Biennale Monégasque de Cancérologie est un congrès qui se déroule tous les deux ans et qui organise des conférences et ateliers dans le domaine de l'oncologie, du traitement des cancers, de la radiothérapie, de la pneumologie, de l'hématologie, de la médecine générale, etc. pour les professionnels de la santé, les étudiants et les universitaires,.

## Histoire et fonctionnement
La Biennale Monégasque de Cancérologie a été organisée pour la première fois en 1994 par le Dr Michel Hery, alors chef du service de radiothérapie du Centre hospitalier Princesse-Grace de Monaco, Depuis sa création, ce congrès se tient tous les 2 ans en collaboration avec le Centre scientifique de Monaco et Centre Hospitalier Princesse-Grace, au Grimaldi Forum, Principauté de Monaco. Actuellement, la conférence biennale se déroule sous le patronage de SAS le Prince Albert II et en collaboration avec l'Association Internationale pour la promotion de Formations Spécialisées en Médecine et en Sciences Biologiques (AFISM), l'Association de Développement et de Formation en Cancérologie (ADFC) et l'Association Monégasque pour le perfectionnement des Connaissances des Médecins (AMPCM). Xavier Pivot est l'actuel président, et Jean-Yves Blay, Gilles Freyer, Gilles Créhange sont les coprésidents de la Biennale Monégasque de Cancérologie. La conférence offre deux prix à savoir le prix Michel Hery et le prix Albert Ier depuis la 12e édition en 2016 récompensant les réalisations remarquables dans les domaines concernés,

## Conférences
| An   | Conférences                             | Des détails |
| ---- | --------------------------------------- | ----------- |
| 2020 | 14e Biennale Monegasque de Cancérologie | ,           |
| 2018 | 13e Biennale Monégasque de Cancérologie | ,           |
| 2016 | 12e Biennale Monégasque de Cancérologie | ,           |
| 2014 | 11e Biennale Monégasque de Cancérologie | ,           |
| 2012 | 10e Biennale Monégasque de Cancérologie | ,           |
| 2010 | 9e Biennale Monégasque de Cancérologie  | ,           |
| 2008 | 8e Biennale Monégasque de Cancérologie  | ,           |
| 2006 | 7e Biennale Monégasque de Cancérologie  | [ 32 ]      |
| 2004 | 6e Biennale Monégasque de Cancérologie  | ,           |
| 2002 | 5e Biennale Monégasque de Cancérologie  |             |
| 2000 | 4e Biennale Monégasque de Cancérologie  | ,           |
| 1998 | 3e Biennale Monégasque de Cancérologie  |             |
| 1996 | 2e Biennale Monégasque de Cancérologie  |             |
| 1994 | 1re Biennale Monégasque de Cancérologie |             |